# مانیتین
مانیتین (به چکی: Manětín) یک منطقهٔ مسکونی و شهرستان دارای شهرک سابقاً روستا در جمهوری چک است که در ناحیه پلزن-شمالی واقع شده‌است. مانیتین ۱٬۲۱۰ نفر جمعیت دارد.